# شانگ فا یانگ
 شانگ فا یانگ (انگلیسی: en:Shang Fa Yang؛ ۱۰ نوامبر ۱۹۳۲ – ۱۲ فوریه ۲۰۰۷) یک زیست شیمیدان و گیاه‌شناس اهل ایالات متحده آمریکا بود.
وی همچنین برنده جوایزی همچون کمک هزینه گوگنهایم شده است.